# Ido Cohen

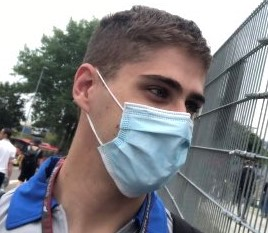
Ido Cohen in 2021

Ido Cohen (Hebreeuws: עידו כהן) (Ramat Gan, 16 augustus 2001) is een Israëlisch autocoureur.

## Autosportcarrière
Cohen begon zijn autosportcarrière in het karting in 2014, waar hij tot 2017 actief bleef. In 2018 maakte hij zijn debuut in het formuleracing, waarin hij voor BWT Mücke Motorsport een dubbel programma reed in zowel het Italiaanse als het ADAC Formule 4-kampioenschap. In het Italiaanse kampioenschap wist hij geen punten te scoren en eindigde hij met een elfde plaats in het eerste raceweekend op de Adria International Raceway als beste resultaat als dertigste in de eindstand. In het ADAC-kampioenschap behaalde hij drie top 10-finishes, met een achtste plaats op de Lausitzring als beste klassering. Met 7 punten werd hij negentiende in het klassement.
In 2019 reed Cohen opnieuw in zowel het Italiaanse als het ADAC Formule 4-kampioenschap, maar ditmaal voor Van Amersfoort Racing. In het Italiaanse kampioenschap behaalde hij drie podiumfinishes op het Autodromo Vallelunga, de Hungaroring en het Circuit Mugello en werd hij met 132 punten zesde in de eindstand. In het ADAC-kampioenschap behaalde hij een enkele podiumfinish op de Hockenheimring en werd hij met 76 punten dertiende in het klassement. Aansluitend reed hij in de laatste twee raceweekenden van de Euroformula Open als gastcoureur bij Carlin, met een zevende plaats op het Circuit de Barcelona-Catalunya als beste klassering. Hij eindigde het seizoen in de FIA Motorsport Games, waarin hij in de Formule 4-klasse uitkwam voor zijn nationale team. Hij won de kwalificatierace en mocht daardoor de hoofdrace vanaf pole position vertrekken, maar hierin viel hij terug naar de dertiende plaats.
In 2020 begon Cohen het seizoen in de Toyota Racing Series, waarin hij uitkwam voor M2 Competition. Hij kwam tot scoren in veertien van de vijftien races, met een vierde plaats op het Teretonga Park als beste resultaat. Met 164 punten werd hij negende in het klassement. Vervolgens reed hij een volledig seizoen in de Euroformula Open voor Carlin. Hij kende een redelijk seizoen waarin hij twee podiumplaatsen behaalde op Spa-Francorchamps. Met 114 punten werd hij zevende in het kampioenschap.
In 2021 maakte Cohen zijn debuut in het FIA Formule 3-kampioenschap, waarin hij uitkwam voor het team Carlin. Hij kende een lastig jaar, waarin een twaalfde plaats op het Circuit Zandvoort zijn beste klassering was. Hierdoor eindigde hij puntloos op plaats 24 in het klassement.
In 2022 begon Cohen het jaar in het Formula Regional Asian Championship bij het team BlackArts Racing. Hij kwam enkel uit in de laatste twee weekenden, waarin een achtste plaats op het Dubai Autodrome zijn beste klassering was. Met 4 punten eindigde hij op plaats 21 in het kampioenschap. In de FIA Formule 3 stapte hij over naar het team van Jenzer Motorsport. Hij scoorde twee kampioenschapspunten met een negende plaats op de Red Bull Ring en eindigde zo op plaats 24 in het eindklassement.
In 2023 keerde Cohen in de FIA Formule 3 terug bij het team van Carlin. Hij kende een moeilijk seizoen, waarin hij in de helft van de races de finish niet wist te halen. Desondanks behaalde hij ook de enige puntenfinish voor zijn team met een negende plaats op Silverstone. Met 2 punten eindigde hij op plaats 24 in het kampioenschap.